# Psorophora leucocnemis
Psorophora leucocnemis är en tvåvingeart som beskrevs av Friedrich Wilhelm Martini 1931. Psorophora leucocnemis ingår i släktet Psorophora och familjen stickmyggor.
Artens utbredningsområde är Uruguay. Inga underarter finns listade i Catalogue of Life.